# Textilkunst

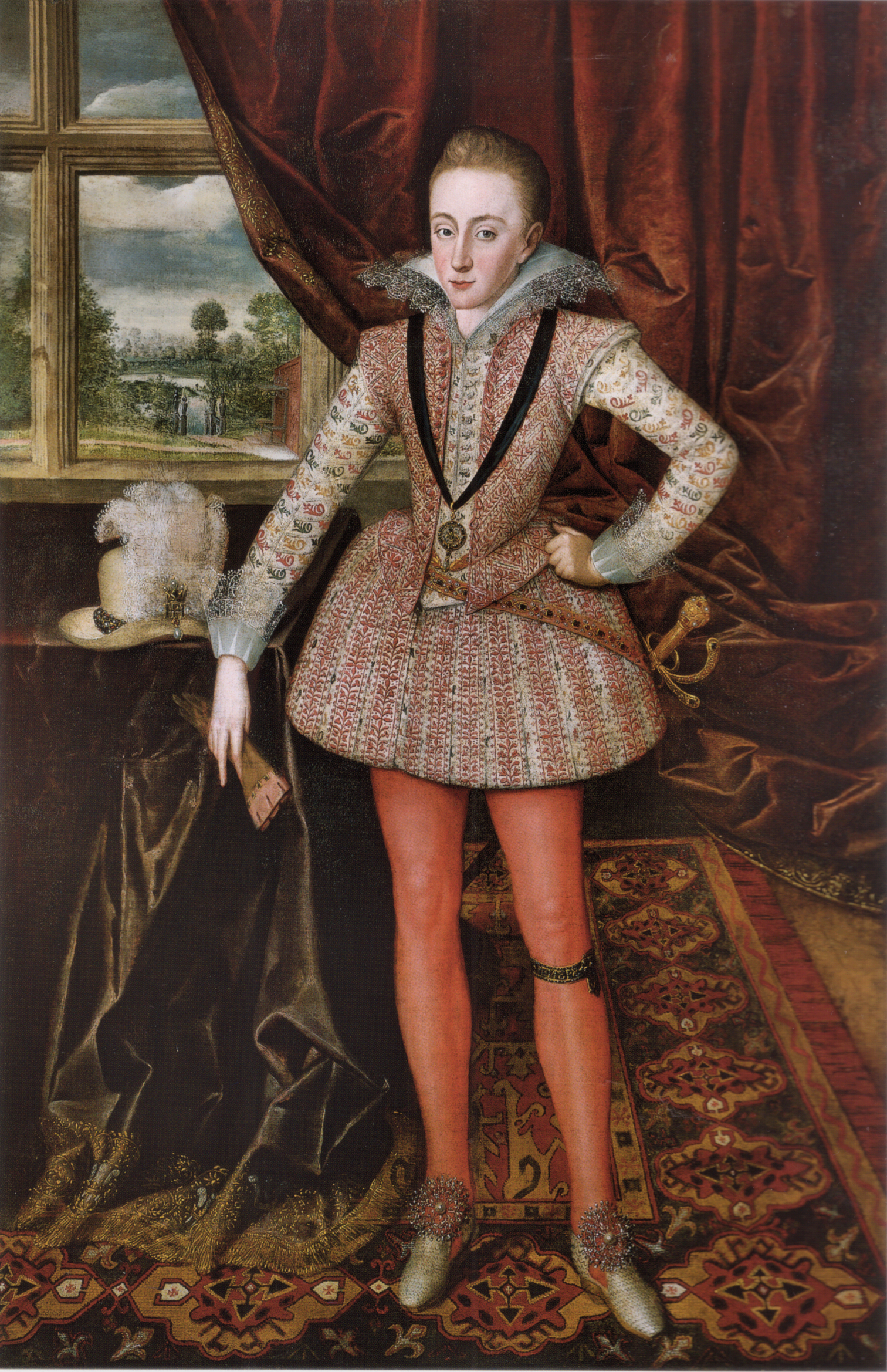
Dieses Porträt veranschaulicht praktische, dekorative und soziale Aspekte der Textilkunst. Henry Frederick Stuart, Prince of Wales, von Robert Peake, 1610.

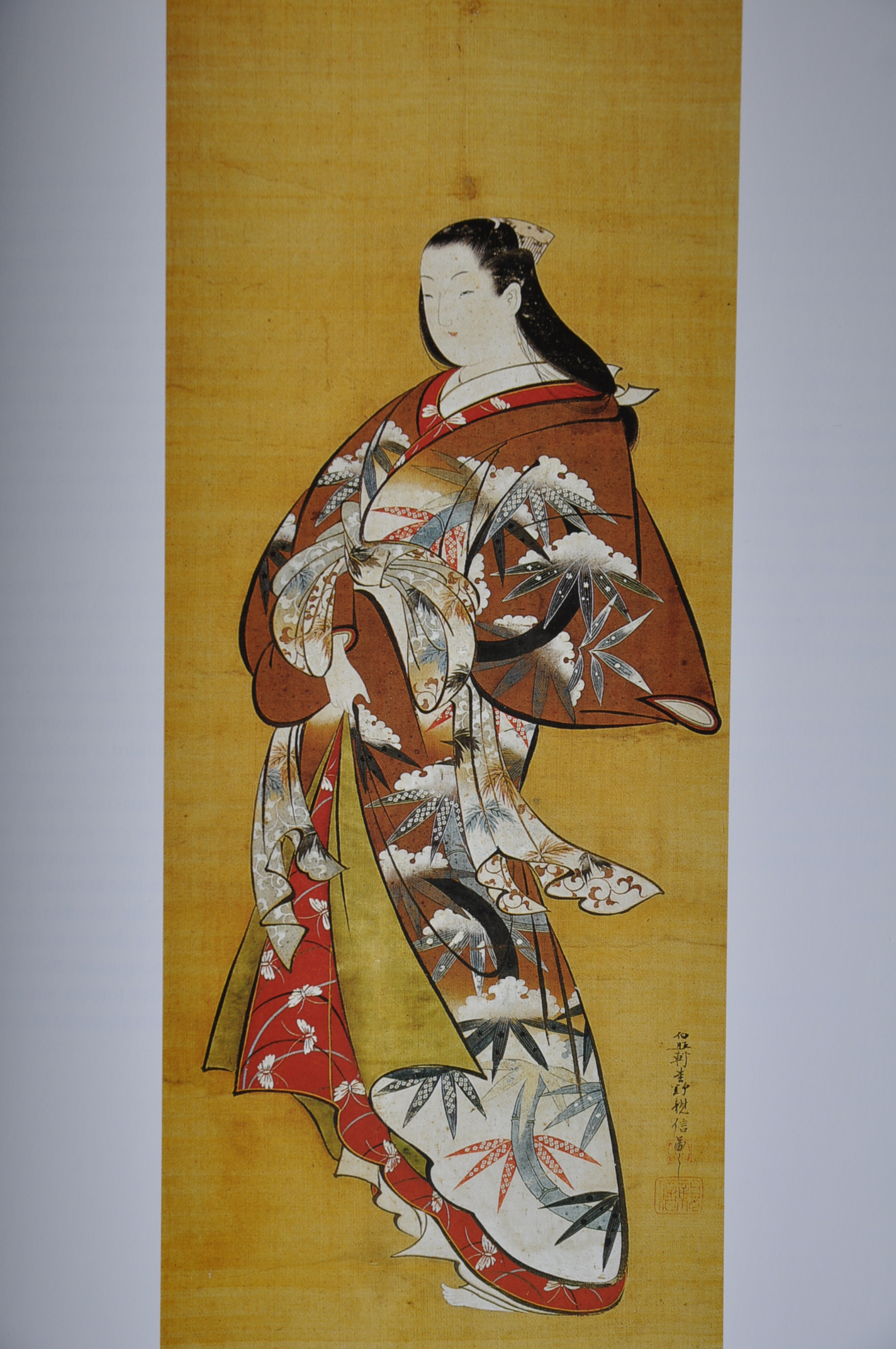
Seidenmalerei: Matsuno Chikanobu, kakemono 37" × 14", 1704 bis 1716

Textilkunst ist die Sammelbezeichnung für künstlerische Gestaltungen von und mit textilem Material. Zu ihr können in einer künstlerischen Form Kleidung und Dekorationstextilien, aber auch Kunstwerke der bildenden Kunst gerechnet werden.

## Techniken, Materialien, Funktionen
Die unzähligen Arten der Gestaltung beginnen bei der Verwendung verschiedenfarbiger Fäden und bei der Reliefbildung entsprechend der jeweiligen textilen Technik: Kreuzen der Fäden beim Flechten, Weben, Wirken (alte Bildteppiche); Verschlingen von Schlaufen beim Wirken (Bildwirkerei), Stricken, Häkeln; Verknoten der Fäden beim Knüpfen und bei Netzarbeiten sowie beim Klöppeln. Zusätzliche Bearbeitung erfolgt durch Bemalen, Bedrucken (auch Batik), Sticken und Applizieren.
Als textile Materialien sind seit dem Altertum Wolle und Leinen gebräuchlich; Seide war im antiken Griechenland zwar bekannt, doch erst den Byzantinern gelang es, sich das Geheimnis der Herstellung von den Chinesen anzueignen. Seit dem 14. Jahrhundert wurde Seide auch in Italien hergestellt und war neben dem Samt das bevorzugte Material der Renaissance und des Barock. Die Baumwolle erlangte in Europa erst mit den Importen im 17. Jahrhundert Bedeutung und wurde dann auch im Mittelmeergebiet angebaut Seit dem 19. Jahrhundert steht sie gleichberechtigt neben den anderen Materialien.
Funktionelle, dekorative und soziale Aspekte der Textilkunst spiegelt beispielsweise das Porträt Henry Frederick Stuarts, Prince of Wales, von 1610 wider. Sein Hut ist aus Filz, einem der textilen Basiserzeugnisse. Seine Kleidung besteht aus gewebtem, mit Stickereien verziertem Stoff, und seine Strümpfe sind gestrickt. Er steht auf einem orientalischen Teppich aus Wolle, der gegen den kalten Boden schützt und als Statussymbol dient. Die schweren Vorhänge schmücken zum einen den Raum, zum anderen blockieren sie die kalte Zugluft vom Fenster her. Die Stickereien an der Tischdecke und an den Vorhängen verkünden die soziale Stellung des Eigentümers, ebenso das Leinenhemd mit Spitzenbesatz sowie die üppigen Stickereien auf der Kleidung des Prinzen.

## Textilien als Kulturgut
Kunstwebereien, Gewand- und Dekorationsstoffe aus Seide, Goldfäden und weniger wertvollem Material aus dem Altertum sind nur durch Plastiken, durch die dekorative Malerei sowie durch Schilderungen antiker Schriftsteller überliefert. Während im antiken Rom reinweiße Gewänder als vornehm galten, gab man im griechischen Byzanz die klassische Einfarbigkeit zu Gunsten bunt gewirkter, broschierter oder sogar mit Gold bestickter Kleidung auf.
Morgenländische Originalstoffe des 1. Jahrtausends n. Chr. kamen zuerst durch die Kreuzzüge nach Europa. Im Laufe der Jahrhunderte vergrößerten sich die Bestände an orientalischen Geweben in katholischen Kirchen Europas, und man bediente sich ihrer für die Ornate.

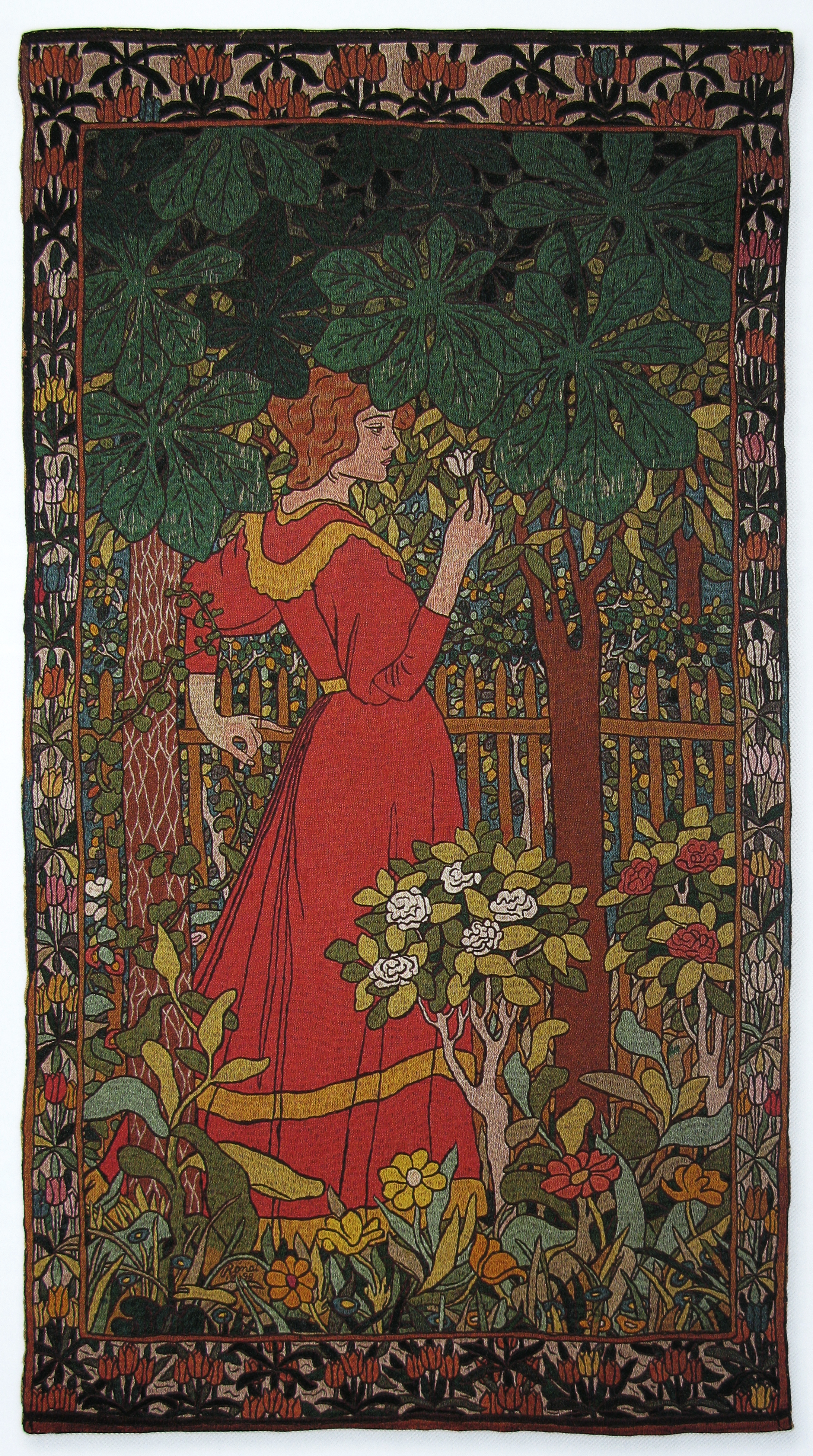
Wolltapisserie, entworfen von József Rippl-Rónai, 1898

Seit den 1880er Jahren förderten die Grabfunde aus Oberägypten (Koptische Kunst) spätägyptische und andere orientalische Gewebe des frühen Mittelalters zu Tage. Aus den koptischen Fundstücken lässt sich als Kleiderform der nachchristlichen Zeit ein hemdartiges Gewand, eine sogenannte Tunika rekonstruieren. Als Grundstoff diente ein leinwandbindiges Leinen- oder Wollgewebe, in das Musterelemente unterschiedlicher Art eingewirkt waren.
Ostasiatische Textilien aus Ländern wie China oder Japan bestechen durch ihren erstaunlichen Reichtum an textilen Herstellungs- und Gestaltungsweisen. Allerdings waren zum Beispiel sammelnswerte Gewänder nur schwer zu beschaffen. Die besten, wie die höfischen Roben, konnte bis ins 20. Jahrhundert kaum jemand erwerben.
Im Europa des Mittelalters beschränkte sich das textilkünstlerische Schaffen weitgehend auf Frauenklöster. Erst ab der Renaissance gab es Wirker und Sticker als eigene, auch von Männern ausgeübte Berufe. Zentren der europäischen Textilkunst bildeten sich in Frankreich, in der Schweiz sowie in Süddeutschland heraus; schließlich kam noch Brüssel hinzu. Ab 1650 übernahm Frankreich die führende Rolle in Europa, wovon die berühmte Pariser Gobelin-Manufaktur sowie die Werkstätten in Beauvais, Aubusson, Felletin und Nancy zeugen. Die Beliebtheit der Gobelins, die auf dem Höhepunkt ihrer Entwicklung der Malerei Konkurrenz machten, ließ schließlich im ausgehenden 18. Jahrhundert nach.
In der Zeit des Jugendstils wurden handgefertigte Textilien bedeutsam für die Definition der „neuen Kunst“. Viele Designer entdeckten die traditionellen Techniken wie Bildwirkerei und Stickerei für die Fertigung der Stoffe. Der für seine Interieurs und Möbel bekannte Henry van de Velde entwarf einige der typischen Muster des Art nouveau.
Eine große Rolle spielte die Textilkunst in der Wiener Werkstätte.
Im Bauhaus existierte eine Meisterklasse für Weberei, deren Leitung Gunta Stölzl, anschließend Anni Albers innehatte.
Textilkunst aller Epochen wird heute von zahlreichen Textil- und Kunstmuseen gesammelt. Zunehmende Bedeutung hat dort die Konservierung und Restaurierung der Textilien, auch im Kontext von Mixed-Media-Kunst, gewonnen. Nach heutigen Verständnis zählt bei Textilkunst nicht nur der künstlerische Wert, sondern auch die Aussagekraft hinsichtlich gesellschaftlicher und wirtschaftlicher Zusammenhänge in der Epoche ihrer Entstehung und Benutzung.

## Aktuelle Textilkunst

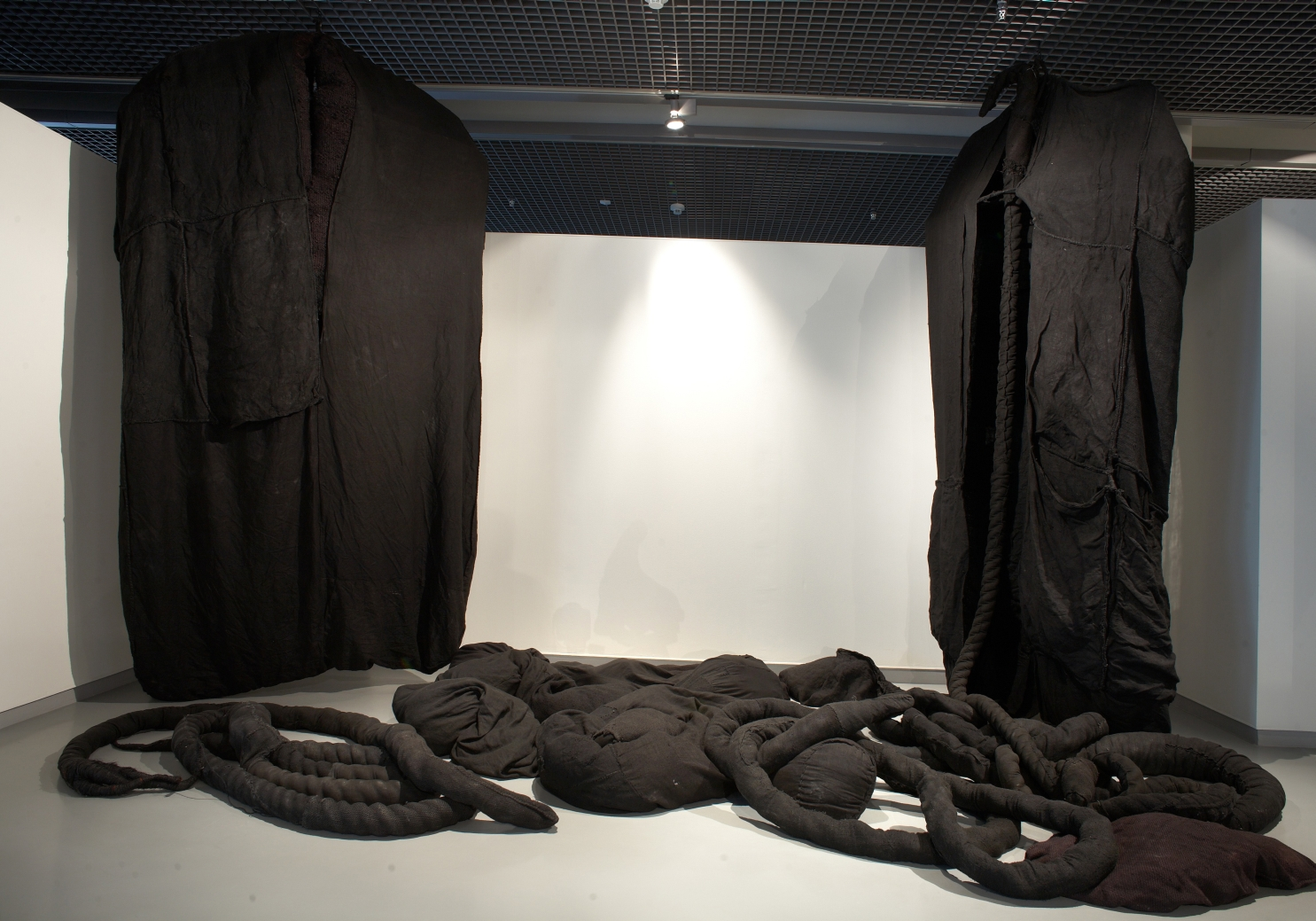
Magdalena Abakanowicz: Zespół Czarnych Form Organicznych, 1974, Łodz, Muzeum Sztuki

In der modernen Textilkunst treten die funktionellen Aspekte deutlich in den Hintergrund. Die künstlerische Gestaltung spielt insbesondere bei der experimentellen Textilkunst eine große Rolle, so etwa bei Magdalena Abakanowicz und Sheila Hicks. Material und textile Technik rücken als Selbstreferenz in den Vordergrund, so etwa bei der Fiber Art. Moderne Textilkünstlerinnen und -künstler betonen dementsprechend in zwei- und dreidimensionalen Schöpfungen vor allem Struktur, Material und Farbigkeit. Daneben rückte das Verhältnis von textiler Handarbeit und Weiblichkeit in den Fokus von Textilkunst, so etwa in Judy Chicagos Dinner Party, sowie die Verbindung von textilen und digitalen Techniken, so bei Beryl Korot.
In dem Maße, in dem funktionelle Aspekte bei der modernen Textilkunst an Bedeutung verlieren und der Begriff Angewandte Kunst hier nicht mehr greift, nehmen die Überschneidungen mit anderen Kunstformen zu, wie zum Beispiel der Bildhauerei im Sinne einer Gattungsbezeichnung für dreidimensionale Kunstwerke, wie auch der Malerei als Gattung für zweidimensionale Darstellungen, beispielsweise durch Sticken. Dies wird als „Malen mit Nadel und Faden“ bezeichnet.